# All That Is Now
 (avril 2018).
Albums de Jordan Rudess
Notes On a Dream (en)
(2009)
All That Is Now est un album de Jordan Rudess sorti en 2013. C'est un album instrumental, interprété sur un piano Steinway.
Il s'agit de son treizième album solo, dans un style jazz. 
En plus de sa carrière solo, Jordan Rudess est le claviériste du groupe Dream Theater depuis 1999. 

## Track listing
1. "Flash of Hope" - 4:33
2. "Pacific Waves" - 3:38
3. "Spectral Haze" - 4:23
4. "A Last Goodbye" - 3:43
5. "State of Being" - 3:02
6. "Flying into Blue" - 3:30
7. "A Thousand Years" - 3:20
8. "Uncovered" - 3:36
9. "The Telling" - 4:37
10. "Altitude High" - 4:06
11. "The Untouchable Truth" - 4:35
12. "Looking Beyond" - 2:57
13. "Eye Wonder" - 4:18